# Deutsche Bank Players Championship of Europe
Le Deutsche Bank Players Championship of Europe est un ancien tournoi professionnel de golf du Tour européen PGA disputé en Allemagne de 1992 à 2007. Le premier vainqueur est Bernhard Langer, le dernier Andrés Romero, tandis que Tiger Woods est le recordman des victoires avec trois succès.

## Palmarès
| année                                        | Vainqueur          | Nationalité      |
| -------------------------------------------- | ------------------ | ---------------- |
| Honda Open                                   |                    |                  |
| 1992                                         | Bernhard Langer    | Allemagne        |
| 1993                                         | Sam Torrance       | Écosse           |
| 1994                                         | Robert Allenby     | Australie        |
| Deutsche Bank Open TPC of Europe             |                    |                  |
| 1995                                         | Bernhard Langer    | Allemagne        |
| 1996                                         | Frank Nobilo       | Nouvelle-Zélande |
| 1997                                         | Ross McFarlane     | Angleterre       |
| Deutsche Bank - SAP Open TPC of Europe       |                    |                  |
| 1998                                         | Lee Westwood       | Angleterre       |
| 1999                                         | Tiger Woods        | États-Unis       |
| 2000                                         | Lee Westwood       | Angleterre       |
| 2001                                         | Tiger Woods        | États-Unis       |
| 2002                                         | Tiger Woods        | États-Unis       |
| 2003                                         | Pádraig Harrington | Irlande          |
| 2004                                         | Trevor Immelman    | Afrique du Sud   |
| Deutsche Bank Players Championship of Europe |                    |                  |
| 2005                                         | Niclas Fasth       | Suède            |
| 2006                                         | Robert Karlsson    | Suède            |
| 2007                                         | Andrés Romero      | Argentine        |